# Monument aux morts de Collioure
Le monument aux morts de Collioure, dit monument aux cent morts, est un monument dédié aux morts pour la France situé à Collioure, dans les Pyrénées-Orientales. Il est dû à Gustave Violet en 1924.

## Situation
Collioure est un antique port de la mer Méditerranée situé à l'extrémité du massif des Pyrénées, dans le département français des Pyrénées-Orientales.
Le monument se trouve place du général-Leclerc, une promenade située entre la ville ancienne et le château royal, au bord du fleuve Douy, à un peu plus de cent mètres du port.

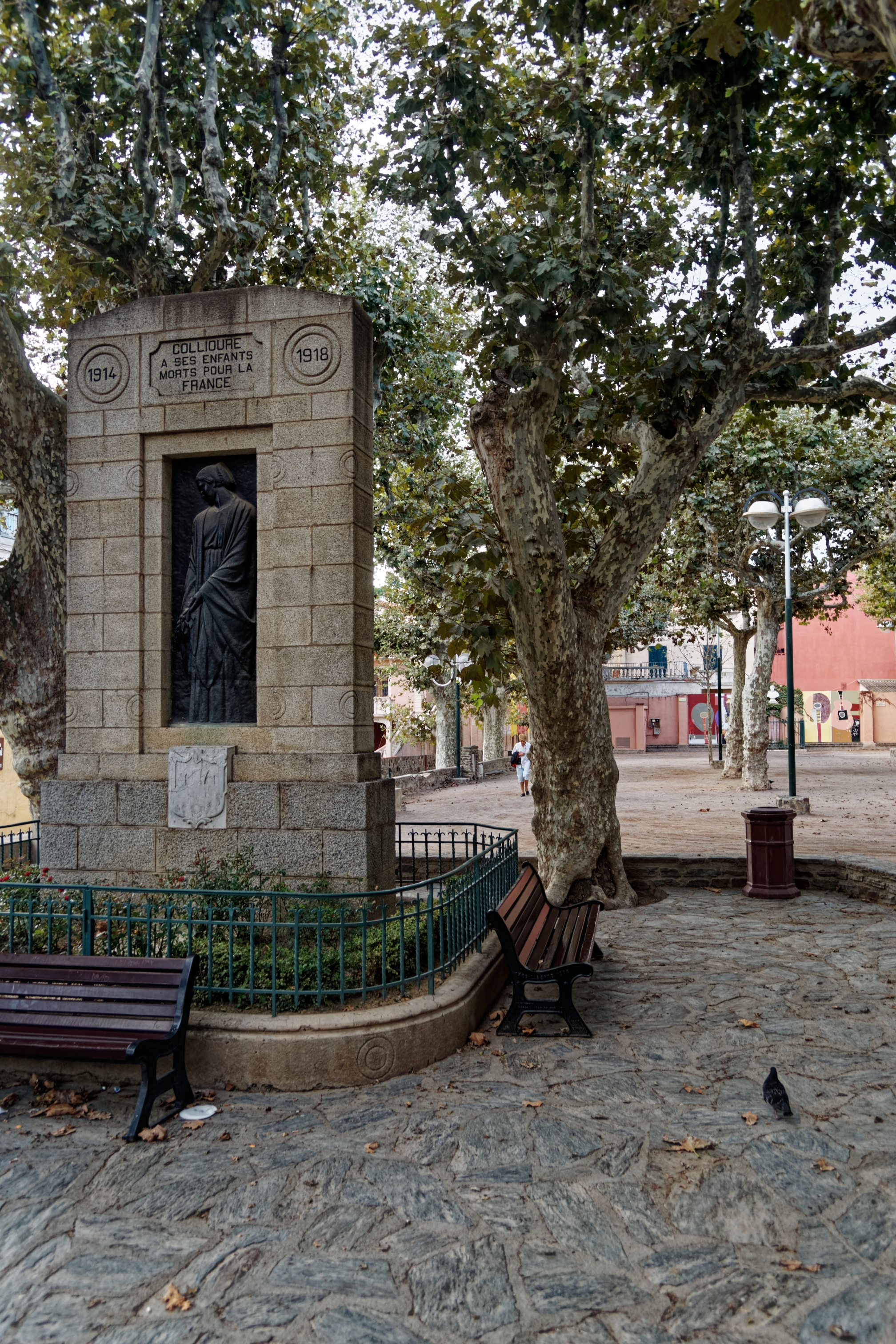
La place du général-Leclerc.
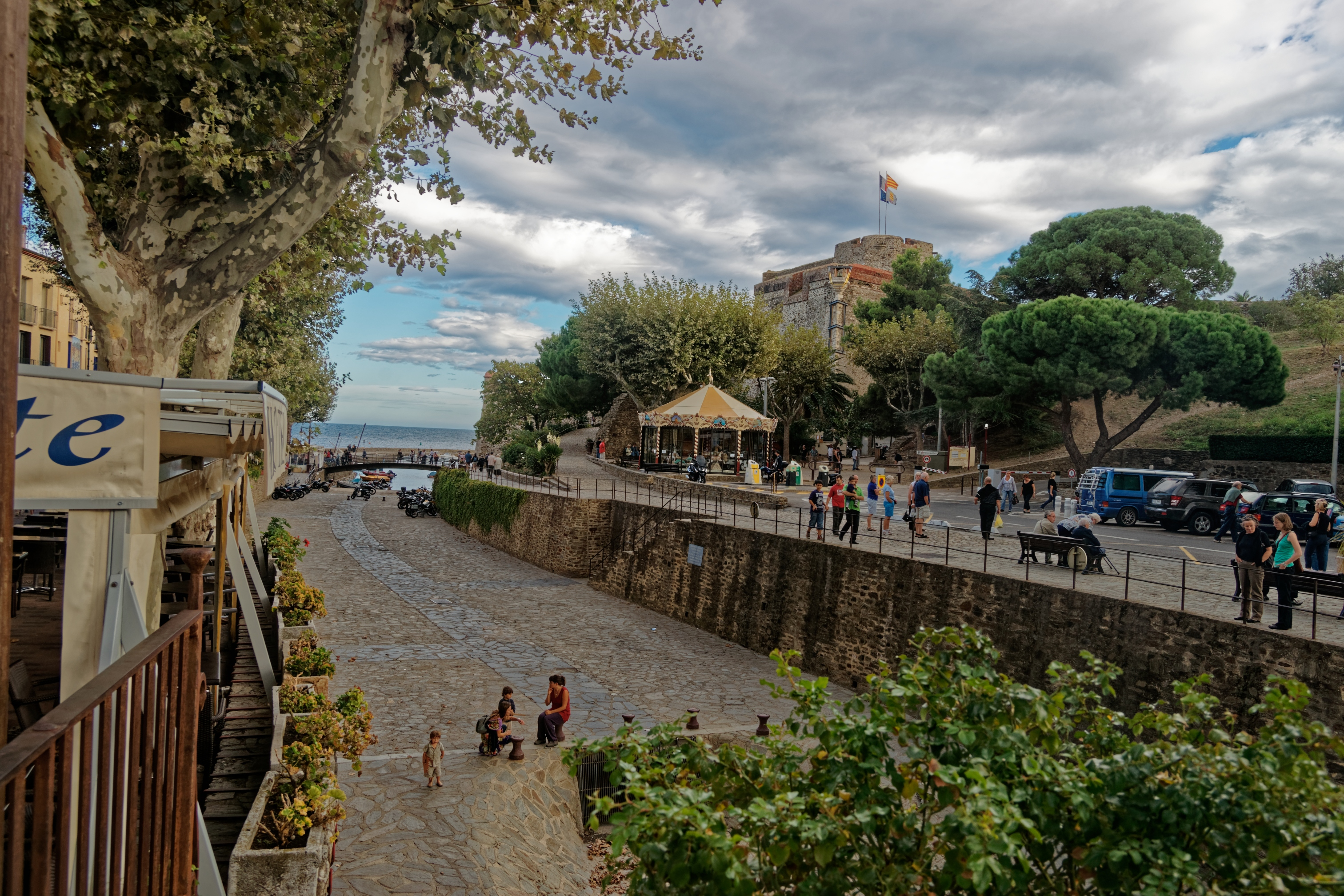
Le Douy canalisé et à sec en aval du monument.

## Les auteurs
Gustave Violet nait à Thuir, dans les Pyrénées-Orientales, en 1873, Émile Gaudissard à Alger en 1872. Tous deux font des études d'art à Paris dans les années 1890.
Gustave Violet, revenu choqué de la première guerre mondiale, réalise de nombreux monuments aux morts pacifistes dans son département natal ou aux alentours, y compris un en Espagne, à Barcelone. Très amis, Violet et Gaudissard travaillent ensemble sur plusieurs œuvres à Paris et Alger, notamment un projet de monument aux morts à Alger, qui est refusé. Les monuments aux morts réalisés par Gustave Violet représentent tous le deuil, la tristesse, l'abattement. Les personnages représentés sont des femmes ou des personnes âgées, des parents portant le deuil.

## Historique
Le conseil municipal de Collioure vote, le 23 mai 1919, la création d'une commission chargée d'organiser l'érection d'un monument aux morts de la commune et la levée d'une souscription auprès de la population. Elle est dotée d'un budget de 1000 francs. Gustave Violet et Émile Gaudissard proposent un projet, soumis au conseil municipal du 30 octobre 1921.
Le projet est rapidement accepté, le lieu choisit pour son érection est une promenade appelée « la placette ». Il est décidé de le bâtir rapidement mais les travaux nécessitent le déplacement d'une pompe.
Il est inauguré le 14 juillet 1924.

## Le monument
Il s'agit d'un fronton en granite de 5,50 m de haut. La face avant comporte un haut relief en bronze représentant une femme debout, drapée, présentant des feuilles de laurier. En dessous se trouvent les armoiries de la ville, dans un bas-relief en marbre. En haut de cette face est écrit :

« COLLIOURE

A SES ENFANTS

MORTS POUR LA

FRANCE »

De part et d'autre de l'inscription se trouvent deux cartouches circulaires, l'un comportant l'inscription « 1914 », l'autre « 1918 ».
Le monument est entouré d'une bordure en ciment rectangulaire d'environ quatre mètres de côté qui délimite un parterre de fleurs.

## Les morts
La liste des morts est présente au dos du monument. Elle présente les prénoms usuels des défunts, qui sont pour certains les deuxièmes dans l'ordre de l'état-civil.
La liste est constituée de quatre plaques.
La principale, en marbre, présente une centaine de noms et prénoms sur deux colonnes. Au-dessus a été rajoutée une plaque de même largeur mais moins haute présentant l'inscription « 1914 - 1918 » et les noms et prénoms de cinq morts. En-dessous de la plaque principale se trouvent une plaque mentionnant « 1939 - 1945 » et six morts, puis une autre plaque avec un seul nom et la mention « 1951 Indochine ». À côté d'un des noms de la plaque 1939-1945 se trouve l'annotation « 1947 Indochine »
L'œuvre est surnommée localement « le monument aux cent morts ». Le recensement de 1911 estimait le nombre d'habitants de Collioure à 3137.